# Le Sorcier, le Prince et le Bon Génie
Le Sorcier, le Prince et le Bon Génie és un curtmetratge de Georges Méliès sortit el 1900 als inicis del cinema mut. Dura dos minuts.

## Sinopsi
Un príncep va a veure un bruixot que li fa uns quants trucs: desaparèixer una taula, canviar un calder en una dama i després fer desaparèixer aquesta darrera, a qui ara el príncep cortejava. Ara el príncep es molesta amb el mag i intenta matar-lo amb una espasa en va. Aleshores, el príncep es converteix en un captaire i envoltat per una multitud de dones d'aspecte místic, a les quals implora. Finalment pot recuperar el seu aspecte inicial i marxar amb la seva dama, mentre el mag està tancat en una gàbia.